# Rhyothemis resplendens
Rhyothemis resplendens is een libellensoort uit de familie van de korenbouten (Libellulidae), onderorde echte libellen (Anisoptera). De wetenschappelijke naam is gepubliceerd in 1878 door Selys.